# Орсини, Умберто
Умбе́рто Орси́ни (итал. Umberto Orsini; 2 апреля 1934, Новара, Пьемонт, Италия) — итальянский актёр кино, театра и телевидения.

## Биография
Изучал право в университете, но учёбы не закончил и поступил в Академию драматического искусства Сильвио Д’Амико в Риме.
На театральной сцене дебютировал в 1957 году. В конце 1950-х годов уже проявил себя как талантливый театральный актёр, в 1960 году в спектакле L’Arialda впервые работал с Лукино Висконти. Выступал в разных итальянских театрах.
Известен как выдающийся исполнитель ролей в спектаклях по произведениям Пиранделло, Стринберга, Пазолини, Гарольда Пинтера, Итало Свево.
Работал директором театра «дель-Опера ди Рома».
Снялся в более, чем 90 фильмах.

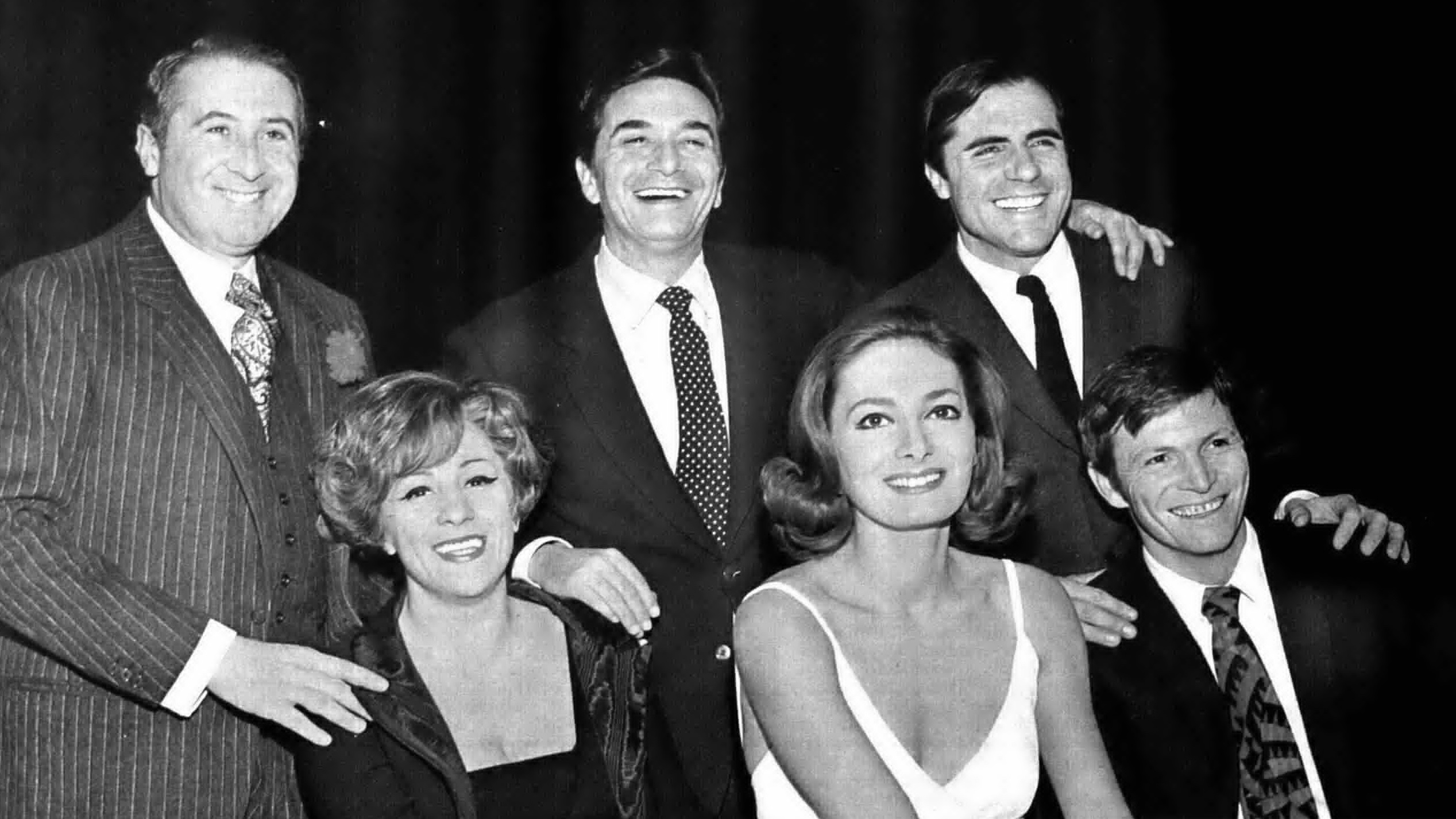
Умберто Орсини (сидит справа) с коллегами кинематографистами, рядом Росселла Фальк, 1967

Дебютировал в эпизодической роли в фильме «Marisa la civetta» (1957). Через два года, в знаменитом фильме Федерико Феллини «Сладкая жизнь» (1959), где исполнил небольшую роль человека в очках.
Мировую известность Умберто Орсини получил благодаря созданию выразительных образов героев фильмов режиссёра Лукино Висконти — Герберта Таллмана в «Гибели богов» (1969, Премия «Серебряная лента», 1970) и графа фон Голштейна в драме «Людвиг» (1972).
Актерские удачи Орсини — «Коррупция во дворце правосудия» (1974, реж. Марчелло Алипранди), Бернар Фоэстер в драме Лилианы Кавани «По ту сторону добра и зла» (1977), главная роль в комедии Лино Белеи "Bionda fragola (1980), Дон Диего в комедии Серджо Рубини «Il viaggio della sposa» (1997), Натан в картине Роджера Янга «Соломон / Царь Соломон. Мудрейший из мудрых» (2000).
С успехом снимался во французском кино — «Сезар и Розали» (Антони, 1972), «Женщина в окне» (Рико, 1976), «Чужие деньги» (Блу, 1978) и др.
За роль дяди Лино в комедии Франческо Патиерно «Il mattino ha l’oro in bocca» (2008) Умберто Орсини был номинирован на Премию «Давид Донателло» в 2008 году.

## Награды
- 1970 — Премия «Серебряная лента» лучшему актёру второго плана, фильм «Гибель богов»[2]
- Номинация на «Давид ди Донателло 2008»

## Избранная фильмография
- 2001 — Лурдес / Lourdes
- 2000 — Партизан Джонни / Il Partigiano Johnny
- 1999 — Эсфирь / Esther
- 1997 — Соломон / Solomon
- 1995 — Кто убил Пазолини? / Pasolini, un delitto italiano
- 1979 — Восточный экспресс / Orient-Express
- 1978 — Чужие деньги / L’Argent des autres — Блю
- 1978 — Синема 16 / Cinéma 16
- 1978 — Тома Герен, пенсионер / Thomas Guérin, retraité
- 1977 — Прощай, Эммануэль / Goodbye Emmanuelle — Жан
- 1977 — По ту сторону добра и зла / Al di là del bene e del male — Бернард Фоэстер
- 1977 — Казанова и компания / Some Like It Cool
- 1976 — Женщина в окне / Une femme à sa fenêtre — Рико Санторини
- 1975 — Эммануэль 2 / Emmanuelle 2 — Жан
- 1974 — Человек без имени / L’uomo senza memoria — Даниэль
- 1974 — Коррупция во Дворце правосудия / Corruzione al palazzo di giustizia — Эрци, судья
- 1974 — Вердикт / Verdict
- 1974 — Венсан, Франсуа, Поль и другие / Vincent, François, Paul… et les autres — Жак
- 1974 — Антихрист / L’Anticristo — Доктор Марчелло Синибальди
- 1973 — Убийство Маттеотти / Il Delitto Matteotti — Америго Думини (озвучание — Роман Хомятов)
- 1973 — Тоска / La Tosca
- 1973 — Крупный калибр — Иснелло, правая рука Густо
- 1973 — История уединенной монахини / Storia di una monaca di clausura — Диего
- 1972 — Человек умер / Un homme est mort — Алекс
- 1972 — Сезар и Розали / César et Rosalie — Антуан
- 1972 — Людвиг / Ludwig — граф фон Гольнштейн
- 1971 — Хороший Рим / Roma bene — князь Рубио Марескалли
- 1971 — Маддалена / Maddalena
- 1970 — Город насилия / Città violenta
- 1969 — Гибель богов / La Caduta degli dei — Херберт Тальман
- 1969 — Братья Карамазовы / I Fratelli Karamazov — Иван Карамазов
- 1968 — Сладкоежка / Candy — большой парень
- 1967 — Моряк с Гибралтара / The Sailor from Gibraltar — продавец открыток
- 1967 — Девушка и генерал / La Ragazza e il generale — Тараскони
- 1966 — Мадемуазель — Антонио
- 1965 — Капитанская дочка / La Figlia del capitano — Пётр Гринёв
- 1963 — Веские доказательства / Les Bonnes causes — Фийе, адвокат (дубляж — Николай Александрович)
- 1962 — Самый короткий день / Il Giorno più corto
- 1961 — Я целую… ты целуешь / Io bacio… tu baci
- 1961 — Битва миров / Il Pianeta degli uomini spenti — Фред Стил
- 1960 — Шеридан наносит ответный удар / Chiamate 22-22 tenente Sheridan
- 1960 — Сладкая жизнь / La Dolce vita — человек в солнцезащитных очках (нет в титрах)
- 1960 — Любовь в Риме / Un Amore a Roma — Пеппино Барлаччи
- 1957 — Мариза-кокетка / Marisa la civetta — эпизод (нет в титрах)